# 湛河区
湛河区（たんか-く）は中華人民共和国河南省平頂山市に位置する市轄区。

## 行政区画
- 街道:馬荘街道、南環路街道、姚孟街道、九里山街道、軽工路街道、高陽路街道、北渡街道、荊山街道、河浜街道
- 郷:曹鎮郷